# Luca Aerni
Luca Aerni, född 27 mars 1993 i Le Locle, är en schweizisk utförsåkare. Hans främsta merit är en guldmedalj i kombinationen i VM i Sankt Moritz den 13 februari 2017. Aerni har också en femteplacering i världscupen i Kitzbühel den 24 januari 2014. Aerni deltog även för Schweiz i de olympiska spelen 2014; han körde dock ur i det första åket.